# Neurogomphus pinheyi
Neurogomphus pinheyi là một loài chuồn chuồn ngô thuộc họ Gomphidae. Loài này có ở Kenya và có thể cả Cộng hòa Dân chủ Congo. Môi trường sống tự nhiên của nó là các khu rừng đất thấp ẩm nhiệt đới hoặc cận nhiệt đới và sông. Nó bị đe dọa do mất môi trường sống.